# Зламал, Зденек
Зденек Зламал (чеш. Zdeněk Zlámal, 5 ноября 1985, Пршеров, Моравия, Чехословакия) — чешский футболист, вратарь.

## Клубная карьера
Зденек Зламал начинал свою футбольную карьеру в детской школе клуба «Спартак» (Гулин) в возрасте пяти лет.
В мае 2018 года подписал трёхлетний контракт с шотландским клубом «Харт оф Мидлотиан».

## Карьера в сборной
Зламал вызывался в молодёжную сборную Чехии в период с 2006 по 2007 годы. Являлся основным голкипером сборной на молодёжном чемпионате Европы 2007 года, в рамках которого провёл три матча группового этапа, пропустив 4 гола.
В составе главной национальной сборной провёл на поле один из таймов в матче против сборной Мальты 5 июня 2009 года.